# Gustavo Canales
Gustavo Canales (General Roca, 30 marzo 1982) è un allenatore di calcio ed ex calciatore cileno, di ruolo attaccante.

## Caratteristiche tecniche
Prima punta, spesso è schierato come esterno d'attacco destro.

## Carriera
Ha giocato tra la quarta e la prima divisione del calcio argentino, in Colombia, in Cile e in Cina, totalizzando più di 300 presenze e più di 150 gol e vincendo una Coppa Sudamericana (2011) e una Supercopa Argentina (2012).

### Club
Nel gennaio 2011 l'Universidad de Chile paga il cartellino di Canales € 915.000. Nel gennaio seguente si trasferisce ai cinesi del Dalian Aerbin per una cifra corrispondente a € 2 milioni.

### Nazionale
Argentino di nascita, l'11 novembre 2011 esordisce con la Nazionale cilena giocando un incontro valido per le qualificazioni al campionato mondiale di calcio 2014 contro l'Uruguay (4-0).

## Palmarès

### Club

#### Competizioni nazionali
- Primera División (Cile): 4

Universidad de Chile: Apertura 2011, Clausura 2011, Apertura 2014
Unión Española: Transición 2013
- Supercopa Argentina: 1

Arsenal de Sarandi: 2012
- Supercopa de Chile: 1

Unión Española: 2013

#### Competizioni internazionali
- Coppa Sudamericana: 1

Universidad de Chile: 2011